# Onofre Jaume de Coanegra
Onofre Jaume de Coanegra fou un bandejat mallorquí del segle xvi, nascut a Coanegra (a Santa Maria del Camí).

## Vida
Els Jaume, família de propietaris rurals, s'havien vinculat a les Germanies iniciades el 1521. Un cop acabada la gran revolució popular s'inicià una llarga etapa en la qual el bandolerisme s'intensificà per tota l'illa. Entre 1533 i 1544 al lloc de Coanegra (Santa Maria del Camí) són condemnats tres persones de cognom Jaume: Arnau Jaume, el pare, i els seus fills Onofre i Antoni. La causa era per haver ofert resistència als oficials i no haver comparegut a la cort.

## Onofre Jaume, comissionat reial
Després d'una etapa de bandejat de la qual no en coneixem gaire coses, ben aviat Onofre Jaume aconsegueix el perdó i es converteix en perseguidor de bandejats. El 8 de juny de 1566 se'l faculta per poder perseguir, prendre i aportar en mà de la règia cort tots i qualsevol delats i bandejats de qualsevol crim e delicte sien impedits i per dit efecte puxeu prendre amb companyia vostra qualsevol home que no sia bandejat amb les armes que vulls apparrà aportar. Es facultà a Jaume per aparellar-se, secretament i sense escàndol, amb els bandejats Antoni Castelló de Santa Margalida, Jaume Ferragut de Sant Joan, Jeroni Ferrà de Valldemossa, Jaume Piraus de Bunyola, Jaume Terrassa d'Algaida, Macià Oliver de Santa Maria i Guillem Morey i el seu fill de Felanitx. Aquest edicte es tornà a repetir el 17 de juny i el 6 de juliol de 1567. Onofre Jaume havia de trobar tota casta de facilitats per capturar bandejats. El 23 de setembre de 1566 es diu al batle de Muro que doni homes i cavalls a Onofre Jaume i se'l reprèn perquè dos bandejats han dormit al porxo de Muro i ell no ha fet res en contra. El 8 de setembre de 1567 es comunica als batles i lloctinents de totes les viles que Onofre Jaume ha de trobar facilitats «per perseguir bandejats i mals homes». Antoni Amengual de Binissalem matà Miquel Sampol, de la colla d'Onofre Jaume, i calà foc a la casa de Jaume. Amengual fou condemnat a ser arrossegat pels llocs acostumats i a morir degollat.